# Ортега, Оскар Харет
Оскра Харет Ортега Гатика (исп. Óscar Haret Ortega Gatica; род. 19 мая 2000, Игуала-де-ла-Индепенденсия, Герреро) — мексиканский футболист, защитник клуба «Хуарес».

## Клубная карьера
Ортега — воспитанник столичного клуба «Америка». В 2019 году в поединке Кубка Мексики против «Атлетико Сан-Луис» Харет дебютировал за основной состав. 19 января 2020 года в матче против УАНЛ Тигрес он дебютировал в мексиканской Примере.

## Международная карьера
В 2017 году в составе юношеской сборной Мексики Ортега выиграл юношеский чемпионат КОНКАКАФ в Панаме. На турнире он сыграл в матче против команды Коста-Рики.
В том же году Ортега принял участие в юношеском чемпионате мира в Индии. На турнире он был запансым и на поле не вышел.

## Достижения
Международные
Мексика (до 17)
- Юношеский чемпионат КОНКАКАФ — 2017